# Autovía C-65
La autovía  C-65   o Autovía San Feliu de Guíxols - Llagostera es una autovía autonómica catalana, en España, que une Santa Cristina de Aro y Llagostera. Con una longitud de 5,6 km, empieza en Santa Cristina de Aro con la conexión de la autovía  C-31  con el ramal a la carretera  C-65  a San Feliu de Guíxols, como el principio del recorrido entre San Feliu de Guíxols y Gerona. Finaliza en la final de la variante Sur de Llagostera con la conexión de la autovía  C-35 , de allí donde le bifurcará a Vidreras y a la carretera a Gerona.
Forma parte del Plan de Infraestructura Viaria de la Costa Brava por lo que transcurre la mejora de la carretera  C-65  entre San Feliu de Guíxols y Gerona con la longitud total de unos 31,6 kilómetros. Solo los 5,6 kilómetros están desdoblados como autovía entre Santa Cristina de Aro y Llagostera.

## Tramos
| Denominación | Tramo                                                                  | km  | Año servicio |
| ------------ | ---------------------------------------------------------------------- | --- | ------------ |
| C-65         | Variante de Santa Cristina de Aro Sur - Santa Cristina de Aro Noroeste | 3,2 | 2004         |
| C-65         | Santa Cristina de Aro Noroeste - Llagostera Este                       | 2,4 | 1998         |